# Spinophorosaurus
Spinophorosaurus („ještěr nesoucí trny“) je rod bazálního (vývojově primitivního) sauropodního dinosaura, žijícího v období střední jury (před 175 až 161 miliony let) na území dnešního Nigeru.

## Popis

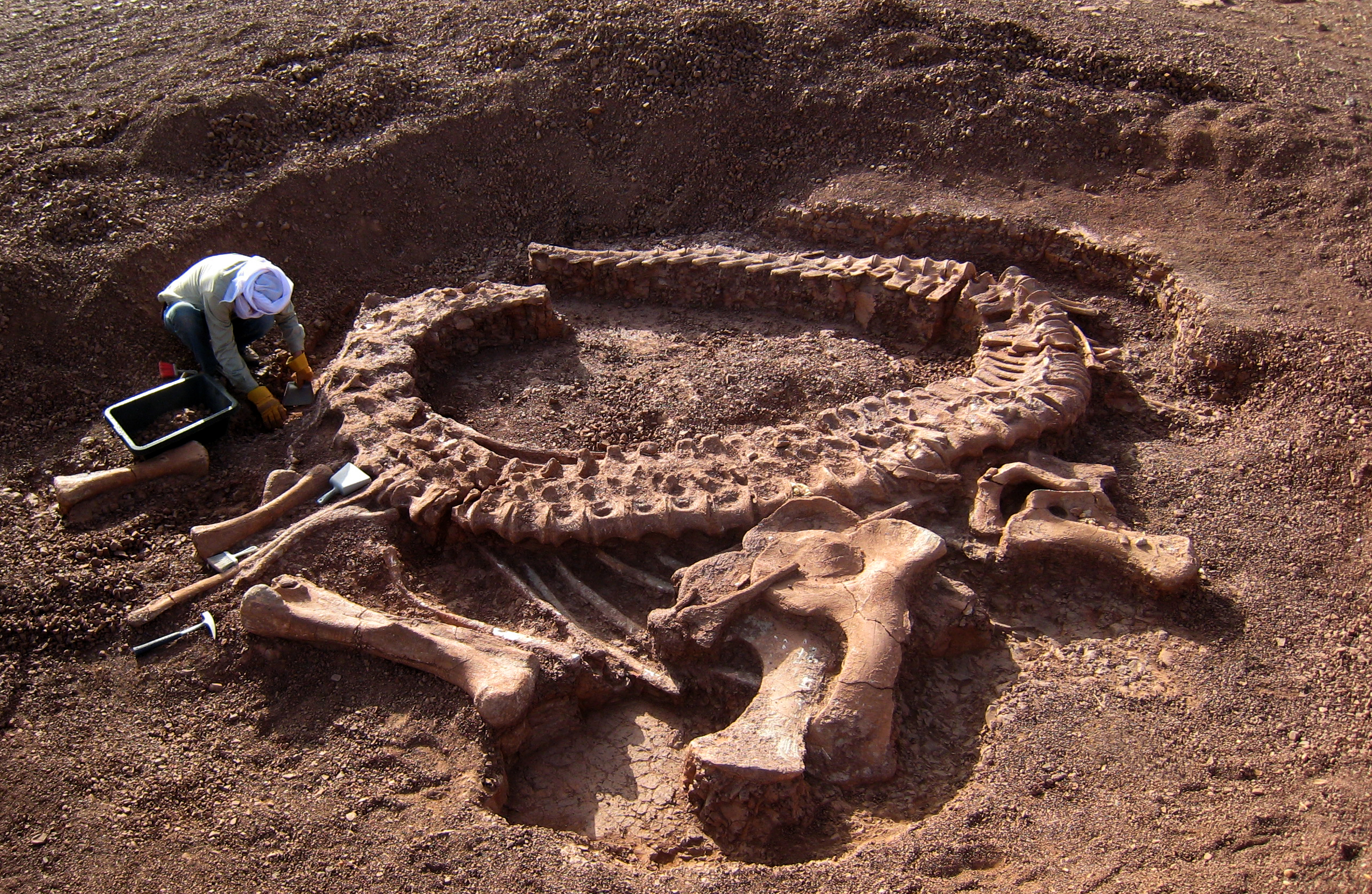
Spinophorosaurus - lokalita objevu

Tento menší sauropod dosahoval délky asi 13 metrů a hmotnosti 7 tun. Patří k několika známým sauropodům tohoto stáří, objeveným mimo Asii. Téměř kompletní kostra byla popsána týmem německých paleontologů v roce 2009.
Histologický rozbor kostí spinoforosaura a dalších sauropodů prokázal, že i tito plazopánví dinosauři trpěli kostními tumory a dalšími karcinogenními onemocněními.
Bylo také zjištěno, že vývojové anatomické modifikace v oblasti pánve sauropodů (a konkrétně tohoto rodu) umožnily těmto plazopánvým dinosaurům dosáhnout do vyšších vegetačních pater a zpřístunily jim tak nové trofické možnosti. Mohlo se přitom jednat o jednu z klíčových vlastností pro extrémní úspěch této skupiny obřích býložravců.